# Micronissa margaritata
Micronissa margaritata là một loài bướm đêm trong họ Geometridae.